# 환원: 디보션
환원: 디보션(중국어: 還願, 영어: Devotion)은 대만의 게임 회사 레드 캔들 게임즈가 개발한 1인칭 심리 공포 비디오 게임이다. 이는 1980년대 대만을 배경으로 하고 있으며, 타이베이시의 작은 아파트 단지에 사는 가족에게 벌어진 일들을 다룬다. 또한 타이완의 문화와 중국의 민간신앙에 기반한 요소가 등장한다. 이 게임은 2019년 2월 19일에 출시되었지만 시진핑을 비난하는 논란의 요소가 있다는 이유로 중국 유저들의 부정적인 리뷰를 받게 되고 2월 26일에 스팀에서 판매 중지됐다. 이후 아무런 소식이 없다가 2021년 레드 캔들 게임즈 사의 홈페이지에서 다시 재발매 되었다.
환원의 배경 음악은 대만 작곡가 빈센트 양이 작곡했으며, 사운드 트랙은 DLC로 스팀에서 게임과 함께 출시되었다.

## 개요
1980년대 한때 잘 나가던 드라마 각본 작가 주인공 두펑위(杜豐于)를 시점으로 플레이를 하게 된다. 주변 배경은 두펑위의 가족들의 다양한 삶이 기록된 방들이 있는 타이베이의 작은 아파트 단지를 중심으로 진행된다. 가족은 두펑위와 과거 유명한 여가수였지만 지금은 은퇴한 그의 아내 궁리팡(鞏莉芳) 그리고 두펑위와 궁리팡의 딸이자 대스타를 꿈꾸는 두메이신(杜美心)과 함께 화목하게 살고 있었다. 두펑위의 각본 작가 경력은 갈수록 정체되기 시작했고, 심지어 다섯 감독들에게 모두 거절당하는 지경까지 되었다. 그의 친구조차 모두에게 버림받은 극본의 집착은 버리고 새로운 각본을 만들라고 그에게 권유할 정도였다. 그렇게 우여곡절 만든 새로운 영화 각본도 언론에서 '별 내용없는 용두사미 영화, 관람객 평가도 "글쎄"'라는 평가를 받고 만다. 일이 잘 풀리지 않자 두펑위는 계속해서 사치와 종교에만 빠지기 시작하고, 아내에게는 아침 일찍부터 무리한 부탁을 요구하고 메이신에게는 집안 사촌들 앞에서 무리하게 노래를 시킨다. 그러다가 메이신은 원인을 알 수 없는 병에 걸려 학교에서 호흡곤란을 이르키다가 쓰러지고 만다. 설상가상으로 가족의 재정 상태가 악화되면서 몸상태가 좋지 않는 메이신을 학교에 보내지 않고(메이신을 학교에 보내지 않았던 이유가 두펑위의 딸에 대한 과도한 집착 때문이였으며 두펑위가 학교주임에게 편지를 쓰는데, 수학여행에 보내면 메이신이 감기에 걸려서 노래 콘테스트에 탈락 된다는 이유로 그녀를 집에만 뒀던 것이다.) 집에만 두게 되어 엄마와 아빠가 싸우는 것을 매일 듣고 만 있어야 했다. 아내는 가족을 부양하기 위해 다시 일을 하려고 연예계로 복귀하려 하지만 두펑위가 극도로 흥분을 하면서 반대하다가 결국엔 아내가 가장 아끼는 치파오를 찢어버리는 상황까지 되 버렸다.
두펑위와 궁리팡이 사이가 갈수록 멀어지는 가운데 메이신은 인기 가수가 되어 부모님을 기쁘게 해드리기 위해 인기 노래 콘테스트에 참가한다. 그러나 메이신이 부른 어머니의 시그니처 곡 "부둣가의 아가씨"(碼頭姑娘)는 아쉽게 1점 차이로 탈락한다. 메이신의 병은 정신과 치료를 받으라는 의사의 권유에도 불구하고, 두펑위는 자신의 딸은 절대 미치지 않았다고 이를 강하게 부정했다.두펑위는 자신의 딸과 그녀의 가창력을 치료하는 데 도움을 줄 것으로 추정되는 민속신앙인 '시구관'의 종교지도자 '허 선생'의 가르침을 맹목적으로 따르기 시작했다. 메이신은 평소에 아빠가 읽어주던 '꽃과 사랑'이라는 동화를 읽어줬는데, 동화 이야기는 사냥을 하던 아버지가 멧돼지에게 큰 부상을 입자, 딸이 풍요의 신에게 도움을 요청하는데, 풍요의 신은 소녀(딸)에게 씨앗을 주면서, 꽃이 피어나면 병이 나아질 것이라고 말해준다. 하지만 꽃을 피우는데 물을 구하지 못한 소녀는, 병이 악화된 아버지를 보면서 눈물을 흘리자 그 눈물이 꽃을 피우게 되었고 아버지의 병도 완전히 낫게 된다. 그 내용을 본 메이신은 방안 가득히 튤립 접기를 시작했으며 메이신의 병도 어느 정도 회복되자 이를 본 두펑위는 자고관음이 도와 준 것이라며 더욱 허 선생의 종교를 맹신하게 된다.
두펑위가 종교에 점점 집착하고 집안 살림도 크게 어려워지자, 궁리팡은 남편이 집착에서 벗어나도록 설득하려고 하지만 두펑위는 오히려 그녀가 잡귀에 사로 잡혔다고 비난한다.(이전에 궁리팡은 자신의 어머니에게 도움을 청했지만, 공인인 네가 본가에 오면 본가 사람들이 숙덕거릴거라고 하다가 또 애도 아직 많이 어리니 가정을 지켜야 한다며, 대꾸하다가 싸우지 말라는 말만 듣게 된다. 궁리팡의 어머니도 그녀를 돕고 싶었지만 공인인 딸에게 안 좋은 소문이 떠돌것을 우려해서 저렇게 말한 것으로 보인다.) 두펑위는 주변의 말을 아예 듣지 않을 정도로 사이비 종교에 빠져버리자, 궁리팡은 결국 연예계로 복귀하여 집을 떠나고 만다.
궁리팡이 집을 나가자 메이신의 병이 극도로 악화되었지만 두펑위는 허 선생의 지시에 따라 메이신을 뱀술에 담근 채로 욕조에 넣고 7일 동안 화장실에 가둬버린다. 1986년의 집의 텔레비전에서 등장하는 여성 진행자가 계속해서 "빠빠"(아빠)를 큰소리로 외치는데(텔레비전 프로그램에서는 88이라고 외치지만 이는 중국어의 아빠라는 단어와 성조만 빼고 발음이 똑같다.) 뱀술 욕조에 담긴채로 감금당해 공포에 빠져있는 메이신이 아빠를 계속해서 외치지만 두펑위는 이를 잊기 위해서 텔레비전을 보며 합리화를 하는 것으로 추정된다. 결국 메이신은 화장실에서 7일간 감금 당한 체 사망하고 만다. 그렇게 두펑위는 허 선생에게 전화를 하지만 계속 전화를 받지 않았고 자신이 사기 당했다 라는 것을 알게 되자 허탈감과 불안한 마음으로 집으로 들어간다. 집안 화장실 복도는 난장판으로 메이신의 저항으로 보이는 손자국들이 이리저리 찍혀 있었고 두펑위는 느린 걸음으로 화장실로 항한다. 화장실에는 죽은 딸의 환상을 쫓아가면서, 메이신과 만나는 장면으로 끝나게 된다. 이에 메이신은 "아빠, 이제 집에 가요."라며 게임은 막을 내린다. 엔딩 크레딧(두메이신의 부둣가의 아가씨)이 끝나고 어두운 거실 혼자 소파에 앉아 TV에서 나오는 소음을 계속해서 멍하니 바라보고 있는 두펑위가 나온다.

## 개발
환원 은 P.T, 에디스 핀치의 유산 및 레이어스 오브 피어와 같은 분위기있는 1 인칭 게임에서 영감을 얻었다. 게임 개발자들은 대만 플레이어들에게 친숙한 분위기있는 게임을 만들고 싶다는 소망을 표명하고 대만의 문화는 비디오 게임에서 거의 드러나지 않는다고 설명했다. 계획 단계에서 환원은 1 인칭 3D 게임으로 시각화되지 않았지만 후속 논의는 게임을 그 방향으로 이끌고자 한 제작자 Doy Chiang의 비전을 실현했다. 그 결과 12명으로 구성된 개발팀은 Unity 3D 게임 엔진을 배워야했다.

## 음악
환원의 오리지널 사운드 트랙은 전통 아시아 악기와 민속 음악 요소를 통합하여 대만의 1980년대 분위기를 재현하고자 했다. 이 앨범에는 대만 인디 밴드이자 2017년 골든 멜로디 어워드 수상자, 'No Party for Cao Dong'이 참여했으며 게임 내 오리지널 수록곡 이였던 "부둣가의 아가씨"(碼頭姑娘)이 함께 포함되어 있다.

## 평가
많은 비평가들이 환원과 P.T 및 Gone Home을 호의적으로 비교했다. 모든 1인칭 탐사 게임은 집이 갖고 있는 안전하고 편안한 느낌을 파괴한다. IGN의 다비드 자뉴스는 환원에 10 점 만점에 8.2 점을 주면서 "짧고 간결하며 처음부터 끝까지 환상적인 심리적 공포 게임"이라고 칭찬했다. "멋진 환경적 스토리 텔링"에도 불구하고 자뉴스는 실제 게임 플레이가 "상대적으로 인상적이지 않고 지루하다"고 느꼈다고 말했다. 게임스팟의 리처드 웨이클링은 "레드 캔들게임이 디테일에 관심을 기울인 것은 환원의 당황스러운 친근감을 확립하고 효과적으로 강화시키는 것"이라고 지적하면서도 게임 후반의 추격 시퀀스는 실망스러운 시행착오 스텔스와 단조로운 심리에 저항하는 게임이라고 지적했다. Stuff Malaysia의 미셸 브로이어는 전승과 공포에서 동아시아 문화에 대한 게임의 언급을 칭찬했지만, 에필로그는 매혹적인 빌드 업 이후 큰 임펙트가 없다고 말했다.
2020년 2월, 환원과 레드 캔들의 다른 게임인 반교는 미국 대학에서 유지 관리하는 동아시아 작품 중 가장 큰 컬렉션인 하버드 옌칭 도서관에서 보존 대상으로 선정되었다.

## 논란
게임이 출시되고 이틀이 지난 2019년 2월 21일, 플레이어들은 게임 속 벽을 장식 중 중국 국새 문자에 "곰돌이 푸 시진핑"(중국어 정체자: 習近平小熊維尼)라는 글자를 담고 있는 것을 발견했는데, 이것은 중국의 시진핑을 디즈니 캐릭터에 비교한 최근의 중국 인터넷 밈을 언급하는 것이다. 또한 부적에는 "ní ma bā qì"(呢嘛叭唭)라는 한자가 "nǐ mā bā qī"(你媽八七)와 발음이 비슷한데 중국어로 "你媽"는"네 엄마"을 의미하고"八七"( peh tshit ), "白痴"(pe̍h-tshi)은 "백치"를 의미한다. 종합 해보면, 이것은 중국 지도자에 대한 이른바 패륜 욕설이 섞인 모욕으로 해석되었다. 그 결과 환원은 스팀에서 중국 게이머들에 의해 엄청난 비난을 받았으며 게임은 전반적으로 "압도적으로 긍정적"평가에서 "대부분 부정적"으로 바뀌었다. 레드캔들 게임즈는 문제가 되는 이스터 에그를 "새해 복 많이 받으세요"(恭賀新禧 라는 부적으로 대체했다. )바꾸었으며, 원래의 부적이 대체되어야 할 자리 표시 자라고 설명하고 이에 대해 사과했다. 그럼에도 불구하고 게임의 다른 측면은 중국에 대한 모욕으로 분석되어 2월 23일 중국의 스팀에서 게임이 삭제되었다. 투자자였던 인디벤트와 윙킹 스카이워커는 레드 캔들 과의 관계를 끊었고 그들은 논란에 대한 책임을 져야했다. 결국 2월 25일, 레드 캔들은 기술적 문제를 해결하고 다른 숨겨진 메시지가 남아 있지 않음을 확인하기 위해 전 세계적으로 스팀에서 게임을 제거했다.
천치마이 대만 부총리는 이스터 에그와 관련하여 게임을 옹호하면서 "민주주의와 자유를 가진 국가에서만 제한으로부터 자유로울 수 있다"고 말했다. 하지만 레드 캔들의 시나 웨이보 계정은 차단 된 상태로 남아 있으며, 논란이 있기 전 수억 조회수를 기록한 해시 태그 #Devotion이 포함된 게시물이 중국 검열관에 의해 사라졌다. 이 에피소드는 중국에서 공식적인 제재가 있던 건 아니었지만 최대 3 천만 명의 사용자가 이용할 수 있는 중국의 스팀 플랫폼의 미래에 대한 우려를 불러 일으켰다.2019년 7월 중국 정부는 인디벤트의 라이센스를 취소했다. 정부의 공식 성명에 따르면 철회는 관련법 위반 때문이라고 밝혔다. 레드 캔들 게임즈는 이달 말 사과문을 내고 "불필요한 오해를 막기 위해" 가까운 시일 내에 환원을 다시 출시할 계획은 없지만, 이 게임이 대중이 볼 때 이상이 없다 판단된다면 향후 게임을 다시 출시하는 것을 재고할 것이라고 밝혔다.
2020년 6월, 레드 캔들은 6월 8일부터 15일까지 대만에서만 구매할 수 있는 게임에 대한 사전 주문을 시작한다고 발표했다. 2020년 12월 16일, 레드 캔들 게임즈와 GOG.com은 게임이 12월 18일에 GOG의 스토어에서 제공 될 것이라고 발표했다. 그러나 몇 시간 후 GOG는 게이머로부터 많은 중국 유저들에게 테러 메시지를 받은 후 출시를 진행하지 않기로 결정했다는 성명을 트위터를 통해 발표했다. 이 성명은 빠르게 수천 건의 댓글과 리트윗을 얻었으며, 대부분은 스토어에서 출시를 취소하는 것을 보고 분노한 팬들로부터 나왔다.

## 같이 보기
- 아동 학대
- 반교: 디텐션
- 반교 (비디오 게임)
- 사이비 종교

### 내용주
1. ↑  Formerly published by Indievent and Winking Skywalker.